# Égypte aux Jeux olympiques d'été de 1948
L'Égypte participe pour la 6e fois aux Jeux olympiques d'été, à l’occasion des Jeux olympiques d'été de 1948 qui se déroulent à Londres, en Angleterre. L'Égypte est représentée par une délégation de 85 athlètes, tous masculins, et se classe en 16e position au rang des nations. Les Égyptiens remportent 5 médailles dont 2 en or qui sont conquises dans des sports qui réussissent particulièrement bien aux Orientaux : l’Haltérophilie et la Lutte. 

## Tous les médaillés égyptiens
| Médaille           | Nom            | Sport         | Épreuve                             |
| ------------------ | -------------- | ------------- | ----------------------------------- |
| Médaille d'or      | Mahmoud Fayad  | Haltérophilie | Poids plumes Moins de 60 kg         |
| Médaille d'or      | Ibrahim Shams  | Haltérophilie | Poids légers Moins de 67,5 kg       |
| Médaille d'argent  | Attia Hamouda  | Haltérophilie | Poids légers Moins de 67,5 kg       |
| Médaille d'argent  | Mahmoud Hassan | Lutte         | Gréco-romaine Poids coq, 52 - 57 kg |
| Médaille de bronze | Ibrahim Orabi  | Lutte         | Poids mi-lourds, 79 - 87 kg         |

## Sources
- (fr) Égypte sur le site du Comité international olympique
- (en) Bilan complet de l’Égypte sur le site olympedia.org